# Germknödel
Le Germknödel est un gnocchi (Knödel) de pâte levée moelleuse, fourrée de confiture de prunes épicée et servie avec du beurre fondu et un mélange de graines de pavot et de sucre sur le dessus. Elle est parfois — bien que moins traditionnelle — servie avec une sauce à la crème à la vanille. Il s'agit d'une spécialité culinaire de l'Autriche et de la Bavière. Le plat est servi à la fois comme dessert et comme plat principal.
Le Germknödel est généralement un dessert en forme de sphère ou de brioche. L'ingrédient principal du dessert est une pâte à base de levure à laquelle on ajoute du sucre et de la graisse, généralement du beurre. La boulette est fourrée de Powidl, une confiture de prunes sucrée aromatisée au clou de girofle et à la cannelle. La boulette est cuite à la vapeur, puis servie encore chaude avec du beurre fondu ou de la sauce dessert à la vanille, et garnie de graines de pavot écrasées et de sucre.
La différence principale entre le Germknödel et un plat apparenté, le Dampfnudel, est que le premier est soit cuit à la vapeur, soit bouilli dans de l'eau salée, tandis que le second est frit et cuit à la vapeur dans un mélange de lait et de beurre.